# Nathalie Tauziat
Nathalie Tauziat, francoska tenisačica, * 17. oktober 1967, Bangui, Srednjeafriška republika.
V posamični konkurenci je največji uspeh kariere dosegla leta 1998, ko se je uvrstila v finale turnirja za Odprto prvenstvo Anglije, kjer jo je v dveh nizih premagala Jana Novotná. Na turnirjih za Odprto prvenstvo ZDA se je najdlje uvrstila v četrtfinale leta 2000, kot tudi na turnirjih za Odprto prvenstvo Francije leta1991, na turnirjih za Odprto prvenstvo Avstralije pa v četrti krog leta 1993. V konkurenci ženskih dvojic se je leta 2001 uvrstila v finale turnirja za Odprto prvenstvo ZDA skupaj s Kimberly Po-Messerli. Nastopila je na olimpijskih igrah 1988, 1992 in 1996, dvakrat je osvojila peto mesto v konkurenci ženskih dvojic.
Njen bratranec je nekdanji nogometaš Didier Deschamps.

## Finali Grand Slamov

### Posamično (1)

#### Porazi (1)
| Leto | Turnir                   | Nasprotnica v finalu | Rezultat finala |
| 1998 | Odprto prvenstvo Anglije | Jana Novotná         | 6–4, 7–6(7–2)   |